# Holcolemma canaliculatum
Holcolemma canaliculatum là một loài thực vật có hoa trong họ Hòa thảo. Loài này được (Steud.) Stapf & C.E.Hubb. mô tả khoa học đầu tiên năm 1929.